# 巴特勒大學
巴特勒大學（英語：Butler University）是美國的一所私立大學，位於印第安納州的印第安納波利斯。

## 历史
成立於1855年，名稱系來自於學校創立人奧維德·巴特勒。巴特勒大學現在有六個學院，提供60個專攻的課程。現在巴特勒大學共有約4000名本科學生就讀。學校的象徵色是藍色和白色。由於是一座教會學校，巴特勒大學在宗教專業上水準頗高。

## 體育
在NCAA籃球錦標賽上，曾在2010、2011連兩年打入決賽，但分別輸給杜克大学及康涅狄格大学，屈居亞軍。

## 校友
- 戈登·海沃德

## 校刊
- 巴特勒大學定期出版名為巴特勒雜誌(Butler Magazine)的校刊[5]。

## 外部連結
- Official website
- Student bloggers and forums
- Official athletics website